# Harpagophytum zeyheri
Harpagophytum zeyheri är en sesamväxtart. Harpagophytum zeyheri ingår i släktet Harpagophytum och familjen sesamväxter.

## Underarter
Arten delas in i följande underarter:
- H. z. schijffii
- H. z. sublobatum
- H. z. zeyheri